# Chico Mineiro (canção)
"Chico Mineiro" é uma conhecida canção brasileira à moda de viola de autoria de Tonico e Francisco Ribeiro. Foi a canção responsável por lançar a dupla Tonico & Tinoco em nível nacional.

## Composição
Diversas fontes na rede atribuem a composição da música apenas a Tonico e Tinoco, que ouviam desde criança a lenda de um certo Chico Mineiro, um boiadeiro, que só descobre ser irmão de seu melhor amigo no dia que este é assassinado, quando vai ver seus documentos. Cita-se a modesta participação de um porteiro da Rádio Tupi, Francisco Ribeiro, que perguntou a Tonico se ele conhecia a história do Chico Mineiro, fato que o levou a relembrar a história contada por seu pai e o inspirou a compor, sozinho, a canção. À dupla Tonico e Tinoco, então, é atribuída, de forma errônea, a generosidade de "ceder" a parceria na música a Francisco Ribeiro.
Fato é que essa informação não condiz com a realidade e é mera distorção do ocorrido. Conforme trecho do livro "Enciclopédia das Músicas Sertanejas", de autoria de Ayrton Mugnaini Jr, referenciado por diversos acadêmicos da área de Literatura e Contemporaneidade, a canção foi na verdade "uma poesia formada por 25 versos, apresentada ao Tonico (João Salvador Pérez, da dupla Tonico e Tinoco), pelo porteiro das rádios associadas, Francisco Ribeiro". Nas palavras de Tonico, citadas na referida obra, "enquanto a poesia era lida, eu me lembrava que meu pai contava essa história e que também já a tinha ouvido em muitos lugares: se era em São Paulo, chamava-se Chico Paulista; se era em Goiás, era Chico Goiano - mas a história era sempre a mesma". 

As variadas fontes da Internet que atribuem a autoria da música apenas a Tonico também deixam de citar o lapso temporal entre o tempo de lançamento da canção (década de 40) e o reconhecimento de Francisco Ribeiro como seu co-criador, ocorrido décadas depois. Isso porque foi uma decisão judicial, em processo intentado por Francisco Ribeiro, que reconheceu sua participação na composição da música, dando direito à sua família (pois Francisco, à época do veredicto, já havia falecido) receber parte dos valores obtidos com a canção.

## História de Chico Mineiro
No século XIX, a extração de metais promovida pela Coroa Portuguesa, principalmente no estado de Minas Gerais, marcou um período conhecido como o Ciclo do Ouro no Brasil. Os viajantes, também chamados de tropeiros, percorriam os estados de Minas Gerais, Mato Grosso e Goiás por antigas trilhas indígenas, desbravando a mata virgem para chegar ao seu destino.
Chico Mineiro era um desses tropeiros, e várias lendas foram criadas em torno desse personagem.
Ele pertencia à família Vieira, tradicional naquela região. Apesar de ter nascido em uma família abastada, tinha um gosto especial por aventuras e saiu de casa ainda jovem. Tornou-se boiadeiro e, durante um entrevero na região de Patos de Minas, matou três pessoas de uma mesma família. O motivo teria sido um envolvimento com uma mulher comprometida. A família das vítimas contratou dois pistoleiros para matá-lo. Eles iniciaram uma perseguição e descobriram que ele estava tocando gado com um homem chamado João S. Pires, que fazia o trajeto entre São Paulo, Minas Gerais e Goiás.
O que os pistoleiros não sabiam é que João Pires era meio-irmão de Chico por parte de pai, embora João não soubesse disso. Chico descobriu o parentesco por acaso e, por ter sido fruto de um relacionamento extraconjugal do pai de João, preferiu guardar esse segredo.
Os pistoleiros souberam que eles passariam por Ouro Fino de Goiás e permaneceram na região, disfarçados como homens em busca de emprego. João Pires, seu primo e capataz José Pires, um vaqueiro chamado Davino e Chico Mineiro chegaram a Ouro Fino em 26 de maio de 1925. Inclusive, Chico tocou viola em um prostíbulo da cidade chamado Camboatá. Era semana da Festa do Divino Pai Eterno, e o arraial estava lotado de romeiros e peregrinos.
Na noite de 27 de maio de 1925, por volta das 22h, Chico estava sozinho em uma barraca de um parque de diversões montado no largo em frente à Igreja de Nossa Senhora do Pilar. Os pistoleiros aproveitaram o momento da queima de fogos e, de surpresa, um deles fez três disparos: dois no peito e um terceiro na cabeça, quando ele já estava caído. João Pires e o capataz José chegaram logo em seguida, mas Chico já estava morto, e os assassinos desapareceram na noite.
No dia seguinte, ao examinar os documentos do falecido, João descobriu o batistério de Chico, onde constava o nome de seu próprio pai. Foi assim que descobriu que eram irmãos. Chico Mineiro foi sepultado no cemitério ao lado da igreja, em 27 de maio de 1925. Sua sepultura fica exatamente no centro do cemitério. A placa com seu nome desapareceu por volta de 1948, e a cruz foi levada cerca de quatro anos depois, provavelmente por algum admirador da história ou da música.
O povoado de Ouro Fino desapareceu com o tempo, e os últimos moradores saíram de lá em dezembro de 1969, mudando-se para Goiânia.
Apesar dos elementos fantasiosos, Chico Mineiro realmente existiu. De acordo com historiadores, ele nasceu em São Gotardo (MG), e sua existência foi confirmada por uma antiga moradora da cidade, que conheceu seus familiares. Hoje, o corpo do suposto viajante está sepultado em Belo Horizonte (MG), e sua história permanece viva, principalmente na região da Cidade de Goiás (GO), onde se encontra a Cruz de Chico Mineiro, um marco dos tropeiros goianos.
Tonico, da dupla Tonico e Tinoco, foi o principal compositor da famosa música “Chico Mineiro”. Ele contou que sempre ouviu de seu pai histórias sobre o personagem.
Nos anos 1940, a dupla se apresentou na Rádio Difusora de São Paulo. O porteiro, Francisco Ribeiro, mostrou a Tonico um poema sobre Chico Mineiro e os detalhes de sua morte. Inspirado pelo texto e por antigas lembranças, Tonico compôs a música "Chico Mineiro", lançada em 1945. Anos depois, Francisco Ribeiro ajuizou uma ação para ser reconhecido como um dos compositores. A decisão foi favorável a ele, mas saiu apenas após seu falecimento.
É uma história muito triste, de dois homens que trabalhavam juntos e se tornaram amigos sem saber que eram irmãos. Zé Mendes era o chefe da tropa, e Chico Mineiro, seu peão de boiadeiro. Eles viajavam juntos durante o Ciclo do Ouro.
A letra da música começa com a narração de Zé Mendes, que relembra os bons momentos vividos com Chico, demonstrando a profunda tristeza pela perda do amigo e irmão.
Sobre Chico Mineiro, sabe-se que ele era natural de São Gotardo (MG), informação confirmada por uma de suas tias, que esteve na cidade em meados de 2016 à procura de parentes. Ela relatou pertencer à família Vieira da região, o que foi confirmado pela tradicional moradora Maria de Fátima Vieira, conhecida como Fatinha Vieira. O corpo de Chico Mineiro foi sepultado no estado de Goiás, e, desde então, seus familiares se mudaram para Belo Horizonte (MG).
1. 1 2  name="avoz">“A Voz da Serra – Coluna.” Disponível em: http://www.avozdaserra.com.br/colunas3.php?id_coluna=5471&id_colunista=37. Acesso em: 23 de maio de 2025. ↩
2. 1 2 3 4  MUNAIGNI JR., Ayrton. Enciclopédia das Músicas Sertanejas. São Paulo: Letras & Letras, 2001
3. ↑  Conheça a verdadeira história da canção Chico Mineiro!" Músicas e Suas Histórias. 4 de dezembro de 2022. Disponível em: https://musicasesuashistorias.com.br/blog/chico-mineiro-tonico-e-tinoco-1946#:~:text=Em%2064%20anos%20de%20carreira,apresenta%C3%A7%C3%B5es%20em%20toda%20a%20carreira. Acesso em: 23 de maio de 2025.
4. 1 2  Boldrin, Rolando. Post Page. musicasesuashistorias.com.br. Acesso em: 23 de maio de 2025.
5. ↑  "Conheça a verdadeira história da canção Chico Mineiro!" Músicas e Suas Histórias. 4 de dezembro de 2022. Disponível em: https://musicasesuashistorias.com.br/blog/chico-mineiro-tonico-e-tinoco-1946#:~:text=Em%2064%20anos%20de%20carreira,apresenta%C3%A7%C3%B5es%20em%20toda%20a%20carreira. Acesso em: 23 de maio de 2025. ↩ ↩2